# Besondere Lernleistung
Seit einigen Jahren besteht in den meisten deutschen Bundesländern die Möglichkeit, eine Besondere Lernleistung (kurz: BLL, BeLL oder BELL) ins Abitur einzubringen. Diese besondere Lernleistung kann bestehen aus
- einem vom Land oder Bund geförderten Wettbewerb (z. B. Jugend forscht, Bundeswettbewerb Mathematik, Bundeswettbewerb Informatik, Europäischer Wettbewerb, JUNIOR, Jugend gründet oder Jugend musiziert)
- einer Jahres- oder Semesterarbeit,
- den Ergebnissen eines umfassenden und evtl. fachübergreifenden Projekts oder Praktikums,
- einem Thema, für das sich der Schüler sehr stark interessiert.

## Jahresarbeit
Bei einer Jahresarbeit soll der Schüler sich selbständig in ein Fachgebiet einarbeiten und eine Fragestellung gemäß wissenschaftlichen Ansprüchen (soweit dies in der Schule möglich ist) bearbeiten. Meist wird der Schüler dabei von einem oder zwei Fachlehrern betreut; da allerdings die selbständige Bearbeitung einen wichtigen Aspekt bei der Bewertung darstellt, ist der Umfang der Betreuung oft geringer als bei sonstigen schulischen Projekten. Zum Abschluss der Jahresarbeit muss der Inhalt in einem Kolloquium und/oder (je nach Bundesland) einem Seminarvortrag vorgestellt werden. Kolloquium und Vortrag werden gemeinsam dann gleich stark gegenüber der schriftlichen Auswertung gewertet.
In einigen Bundesländern ist die Erstellung einer Facharbeit verpflichtend, allerdings nicht in allen Bundesländern das Einbringen ins Abitur. Die Facharbeit muss von der BeLL unterschieden werden, da sie nur etwa den halben Umfang hat. Zur Verrechnung der Bewertung der Jahresarbeit und Facharbeit mit den übrigen Abiturleistungen siehe Abitur.
Im Freistaat Sachsen geht die Arbeit bei einer Einbringung in die Gesamtqualifikation in die Prüfungsergebnisse ein.
In Baden-Württemberg, Hessen, Rheinland-Pfalz und Thüringen kann eine Besondere Lernleistung als fünftes Prüfungsfach der Abiturprüfung anstelle einer weiteren mündlichen Prüfung oder einer Präsentationsprüfung gewählt werden und geht somit zu einem Fünftel in den Abiturbereich der Gesamtqualifikation ein.